# 5736 Sanford
5736 Sanford este un asteroid din centura principală de asteroizi.

## Descriere
5736 Sanford este un asteroid din centura principală de asteroizi. A fost descoperit pe 6 iunie 1989 la Observatorul Palomar de Eleanor Francis Helin. Asteroidul prezintă o orbită caracterizată de o semiaxă mare de 2,38 ua, o excentricitate de 0,28 și o înclinație de 21,6° în raport cu ecliptica.